# Nephelesia candida
Nephelesia candida är en insektsart som beskrevs av Ronald Gordon Fennah 1965. Nephelesia candida ingår i släktet Nephelesia och familjen vedstritar.
Artens utbredningsområde är Filippinerna. Inga underarter finns listade i Catalogue of Life.